# UVW 매핑
UVW 매핑(UVW mapping)은 좌표 매핑을 위한 수학적 기법이다. 컴퓨터 그래픽스에서 {\displaystyle \mathbb {R} ^{2}}를 {\displaystyle \mathbb {R} ^{2}}로 매핑하는 UV 매핑과는 대조적으로 {\displaystyle \mathbb {R} ^{2}}를 {\displaystyle \mathbb {R} ^{3}} 맵으로 매핑하는 것이 일반적이다. UVW 매핑은 솔리드 텍스처 기반의 물체의 표면을 칠하는 용도로 적절하다.
표준 직교 좌표계처럼 UVW는 3차원이다. 제3차원은 텍스처 맵이 복잡한 방식으로 불규칙한 표면 위에 래핑(wrap)할 수 있게 허용한다. UVW 맵의 각 점(point)은 물체 표면의 점에 일치시킨다. 그래픽 디자이너나 프로그래머는 특정한 수학 함수를 만들어 맵을 구현하며, 텍스처의 점들은 대상 표면의 XYZ 점들에 할당된다. 즉, 래핑되지 않은 폴리곤들이 정연될수록 텍스처 아티스트가 텍스처에 세세한 부분을 칠하기 더 쉬워진다.